# Dmitri Yanishevski
Dmitri Erástovich Yanishevski (transliteración del ruso: Дми́трий Эра́стович Янише́вский) (5 de febrerojul./ 17 de febrero de 1875greg., Kazán - 22 de diciembre de 1944, Leningrado) fue un geobotánico soviético/ruso. Trabajó en el instituto de Botánica en la Academia de Ciencias de la URSS de 1932 a 1944. Fue el primero en clasificar la subespecie de Cannabis sativa - Cannabis ruderalis.
A otros idiomas su nombre se transcribe también como Dmitrij E. Janischewsky (Janisch.).

## Biografía
Nace en el seno de la familia del alcalde de Kazan, el profesor de matemática Erast Petrovich Janishevski. Estudió en la Facultad de Ciencias Naturales de Física y Matemática de la Universidad de Kazan, y enseñó allí como profesor asistente.
En 1903, llevó a cabo estudios florísticos en las montañas Sengiley de la Meseta del Volga. En 1909 se convirtió en asistente de laboratorio en el Departamento de Botánica de la Universidad de Saratov, y en 1910 profesor asistente, llevó técnicas fármaco-botánico del curso, 1914-1931 - un curso de botánica en los cursos de agricultura. De 1916 a 1931, fue profesor de morfología y sistemática vegetal. Entre 1918 a 1924 fue profesor en el Instituto Veterinario de Saratov, de transporta de Tartu.
Falleció en Leningrado, el 22 de diciembre de 1944, de cáncer de esófago.

## Honores

### Eponimia
- (Ranunculaceae) Ranunculus janischevskyi Tzvelev[1]
- La abreviatura «Janisch.» se emplea para indicar a Dmitri Yanishevski como autoridad en la descripción y clasificación científica de los vegetales.[2]